# Patrick Johnson
Patrick Johnson (Cairns, 26 settembre 1972) è un ex velocista australiano.
È il detentore del record oceaniano nei 100 metri piani; il suo miglior risultato è 9"93 secondi, realizzato a Mito, in Giappone, nel maggio 2003. Tale tempo è stato il miglior risultato ufficiale ottenuto da un atleta di ascendenze non africane fino al luglio 2011, quando Christophe Lemaitre corse i 100 m in 9''92 secondi. Sua madre è aborigena e suo padre irlandese.
Johnson è arrivato in finale nei 100 e 200 metri ai Commonwealth Games del 2006, e nella finale dei 200 m dei mondiali del 2005. Ha rappresentato l'Australia ai Giochi olimpici del 2000.

## Palmarès
| Anno | Manifestazione          | Sede   | Evento      | Risultato        | Prestazione | Note |
| ---- | ----------------------- | ------ | ----------- | ---------------- | ----------- | ---- |
| 2000 | Giochi olimpici         | Sydney | 100 m piani | Quarti di finale | 10"44       |      |
| 2000 | Giochi olimpici         | Sydney | 200 m piani | Quarti di finale | 20"87       |      |
| 2007 | Mondiali                | Osaka  | 100 m piani | Quarti di finale | 10"29       |      |
| 2007 | Mondiali                | Osaka  | 200 m piani | Semifinale       | 20"73       |      |
| 2010 | Giochi del Commonwealth | Delhi  | 4×100 m     | 4º               | 39"14       |      |